# (36586) 2000 QZ127
2000 QZ127 (asteroide 36586) é um asteroide da cintura principal. Possui uma excentricidade de 0.10815650 e uma inclinação de 5.40645º.
Este asteroide foi descoberto no dia 24 de agosto de 2000 por LINEAR em Socorro.